# Hải cẩu Ross
Hải cẩu Ross (danh pháp hai phần: Ommatophoca rossii) là một loài động vật có vú trong họ Hải cẩu thật sự, bộ Ăn thịt. Loài này được Gray mô tả năm 1844. Đây là loài duy nhất của chi Ommatophoca. Được mô tả lần đầu tiên trong cuộc thám hiểm Ross năm 1841, đây là loài nhỏ nhất, quần thể thấp nhất và ít được biết đến nhất trong số các loài hải cẩu ở Nam Cực. Hải cẩu Ross là loài có đầu ngắn, chúng có mõm rộng ngắn và có bộ lông ngắn nhất so với bất kỳ loài hải cẩu nào khác.

## Hình ảnh

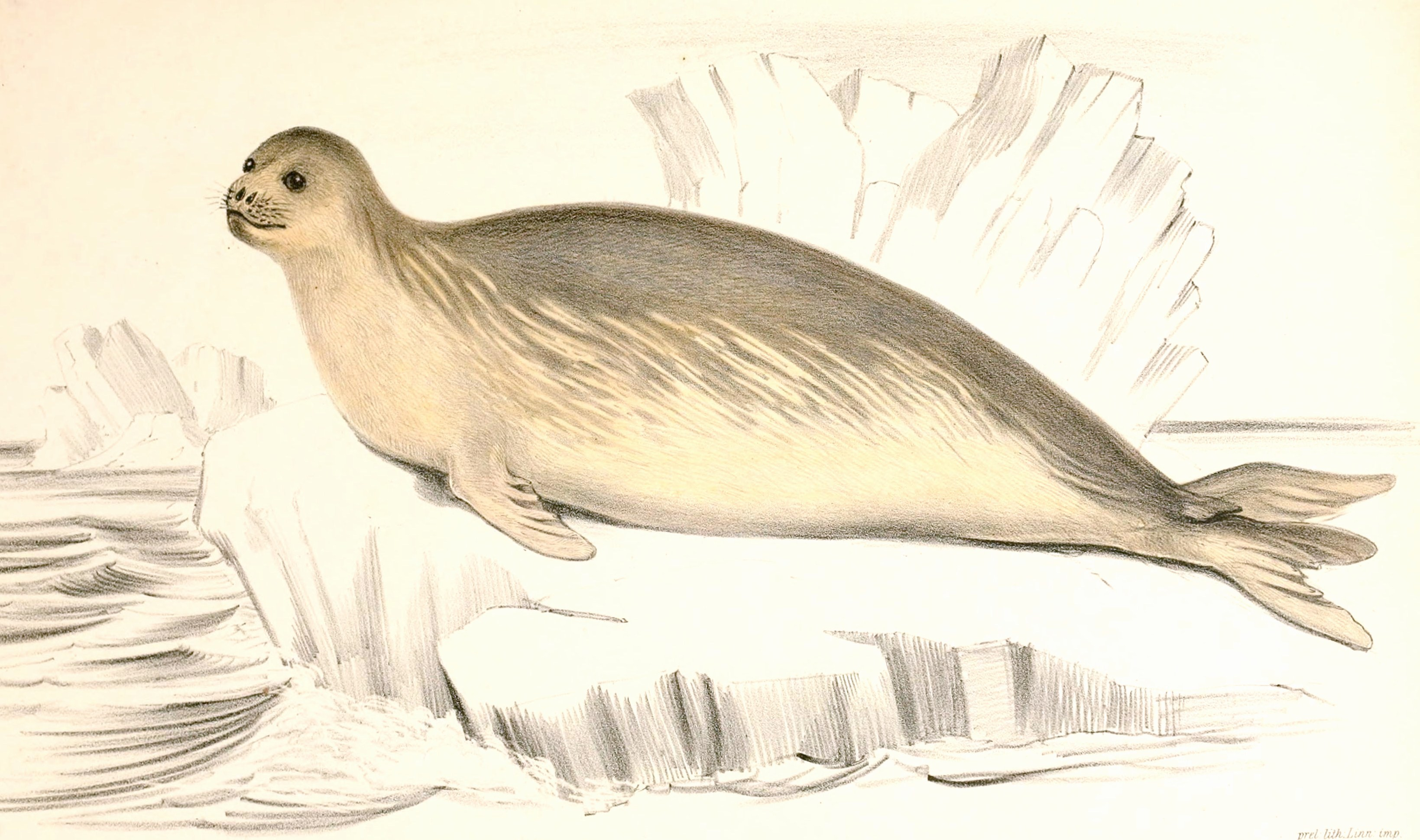
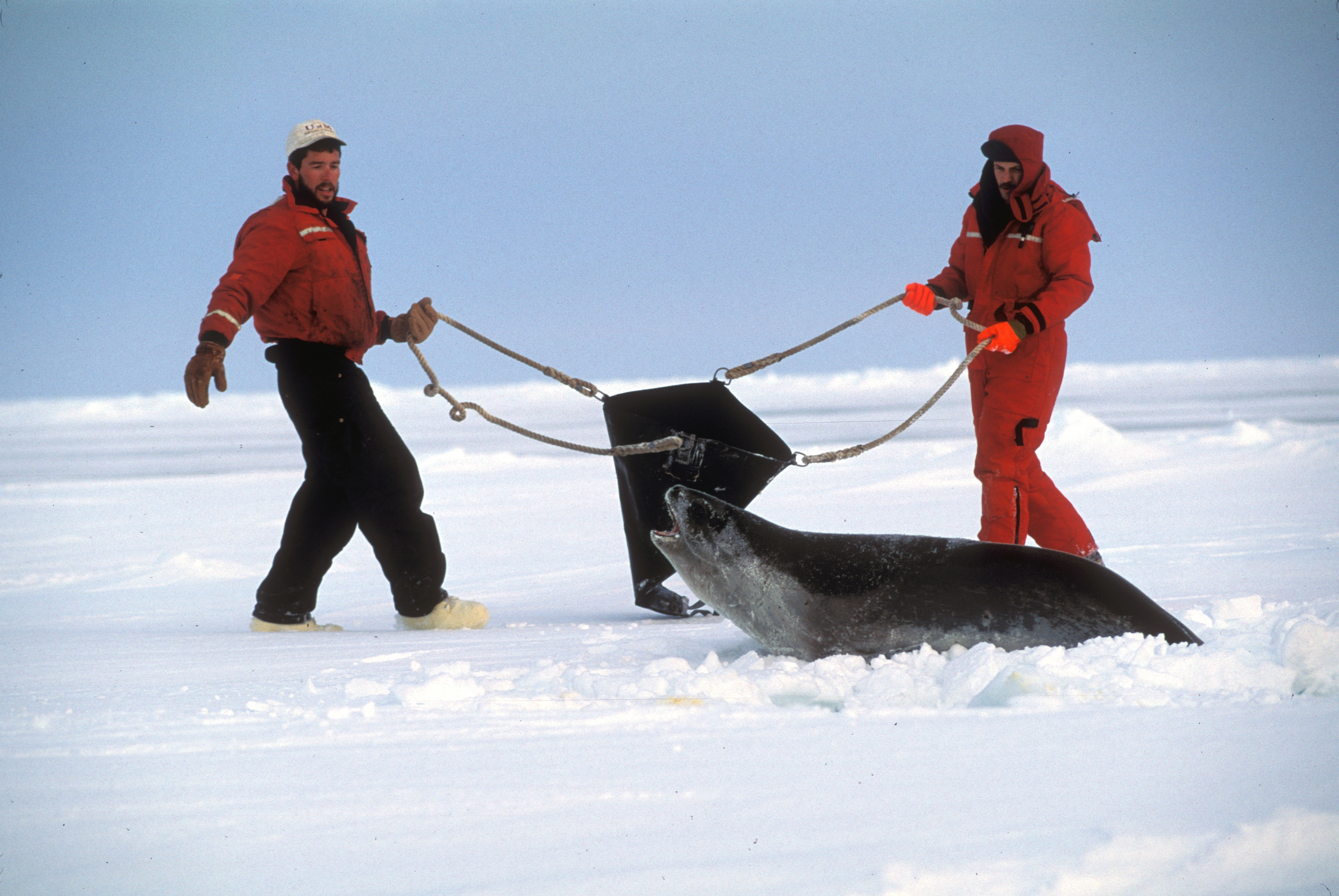
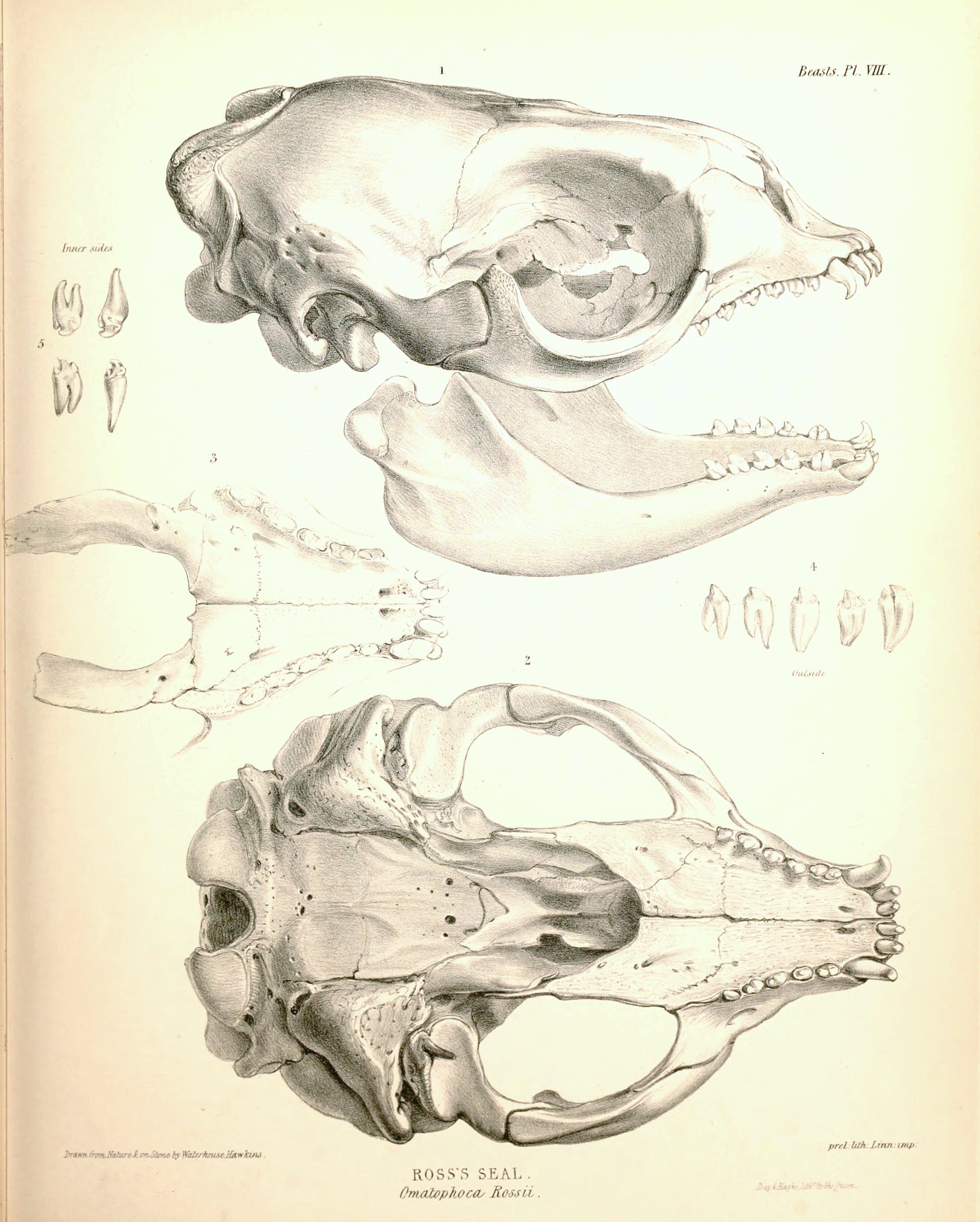